# FIFA World Cup Dream Team
FIFA World Cup Dream Team  est une « équipe de rêve » de joueurs ayant participé à la Coupe du monde de football.
Elle a été composée en 2002 par plus d'1,5 million d'internautes du monde entier, à la suite d'un sondage sur le site de la FIFA. Ils devaient choisir un gardien, trois défenseurs, quatre milieux de terrain et trois attaquants.
Les trois joueurs qui ont recueilli le plus de voix sont :
1. Diego Maradona : 111 035 votes
2. Pelé : 107 539 votes
3. Zinédine Zidane : 80 527 votes

## Dream Team
| Joueurs           | Équipe nationale     | Participation | Participation          | Poste     |
| ----------------- | -------------------- | ------------- | ---------------------- | --------- |
| Lev Yachine       | Union soviétique     | 4             | 1958, 1962, 1966, 1970 | Gardien   |
| Paolo Maldini     | Italie               | 4             | 1990, 1994, 1998, 2002 | Défenseur |
| Franz Beckenbauer | Allemagne de l'Ouest | 3             | 1966, 1970, 1974       | Défenseur |
| Roberto Carlos    | Brésil               | 2             | 1998, 2002, 2006       | Défenseur |
| Roberto Baggio    | Italie               | 3             | 1990, 1994, 1998       | Milieu    |
| Zinédine Zidane   | France               | 3             | 1998, 2002, 2006       | Milieu    |
| Michel Platini    | France               | 3             | 1978, 1982, 1986       | Milieu    |
| Diego Maradona    | Argentine            | 4             | 1982, 1986, 1990, 1994 | Milieu    |
| Romário           | Brésil               | 2             | 1990, 1994             | Attaquant |
| Johan Cruyff      | Pays-Bas             | 1             | 1974                   | Attaquant |
| Pelé              | Brésil               | 4             | 1958, 1962, 1966, 1970 | Attaquant |

NB : l'année en gras est celle qui a vu le pays du joueur vainqueur du trophée.

## Synthèse
| Équipe nationale     | Nombre de joueurs | Détails                         |
| -------------------- | ----------------- | ------------------------------- |
| Brésil               | 3                 | Pelé, Roberto Carlos, Romário   |
| France               | 2                 | Michel Platini, Zinédine Zidane |
| Italie               | 2                 | Roberto Baggio, Paolo Maldini   |
| Allemagne de l'Ouest | 1                 | Franz Beckenbauer               |
| Argentine            | 1                 | Diego Maradona                  |
| Pays-Bas             | 1                 | Johan Cruyff                    |
| Union soviétique     | 1                 | Lev Yachine                     |